# Cruciata taurica
Cruciata taurica är en måreväxtart som först beskrevs av Pall. och Carl Ludwig von Willdenow, och fick sitt nu gällande namn av Friedrich Ehrendorfer. Cruciata taurica ingår i släktet korsmåror, och familjen måreväxter.

## Underarter
Arten delas in i följande underarter:
- C. t. armenica
- C. t. euboea
- C. t. glaberrima
- C. t. mesopotamica
- C. t. occidentalis
- C. t. persica
- C. t. taurica